# Johanneskirche (Weimar)

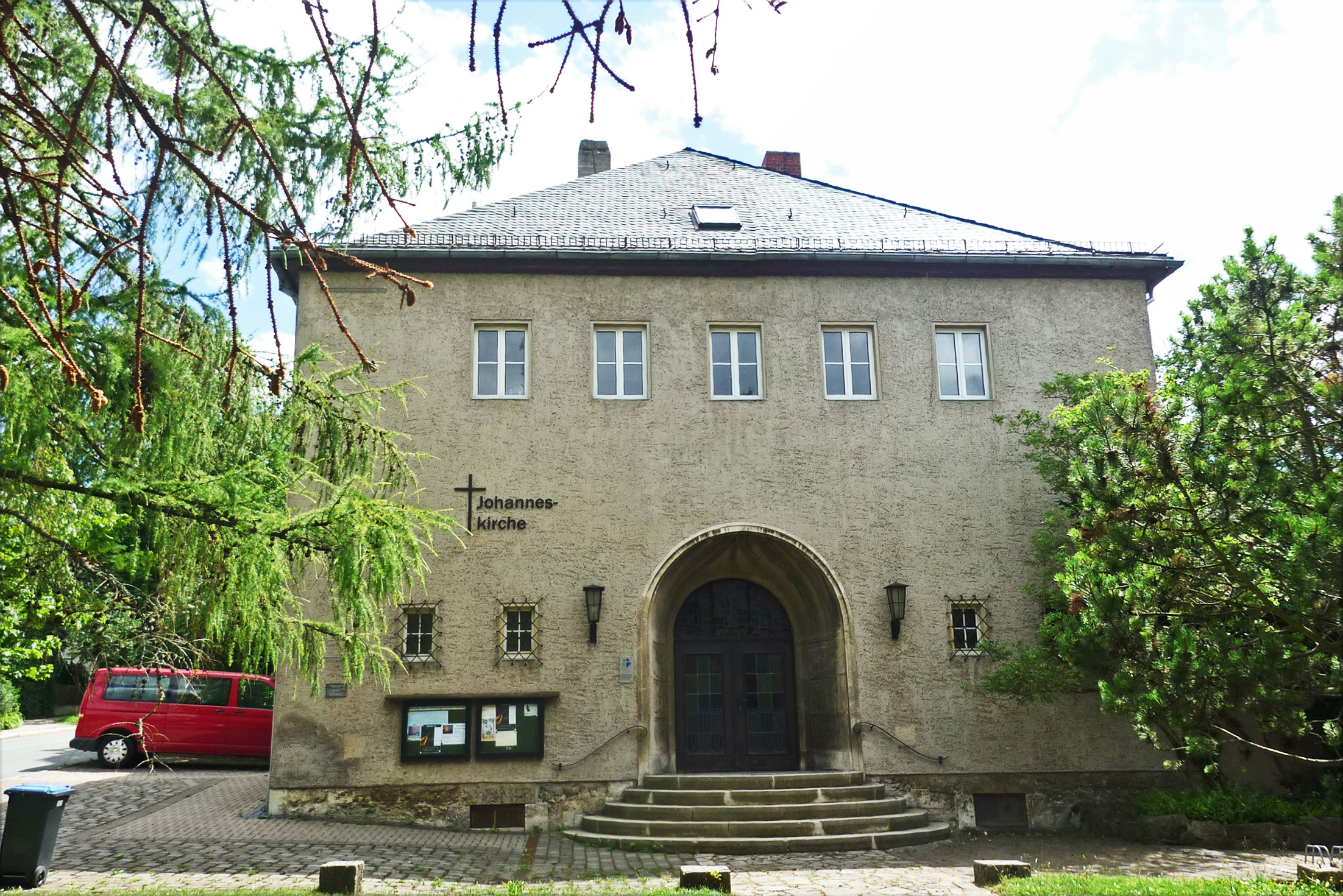
Johanneskirche in Weimar

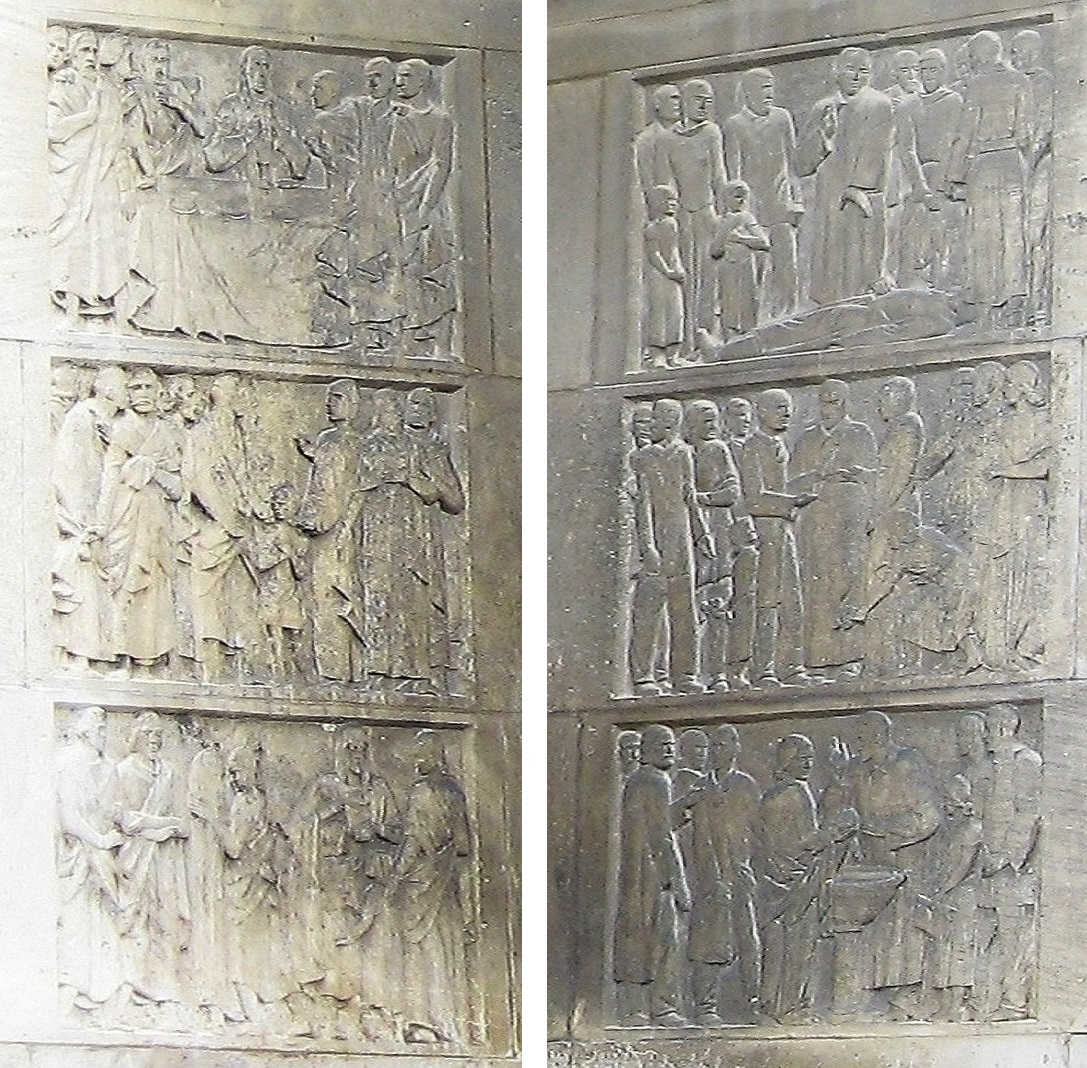
Portalreliefs von 1941

Die evangelische Johanneskirche in der Tiefurter Allee 2 c in Weimars Parkvorstadt ist einer der wenigen in den 1930er Jahren entstandenen Sakralbauten. Der schlichte Hallenbau wurde von 1938 bis 1941 errichtet. Den Entwurf lieferte der Weimarer Architekt Hans Vogel. Pfingsten 1941 wurde die Kirche als Herzog-Bernhard-Kirche eingeweiht. Die Umbenennung in Johanneskirche (Johannes der Täufer) erfolgte 1947.

## Bau und Ausstattung
Der turmlose rechteckige Hallenbau ist von außen kaum als Kirche zu erkennen. Das Bauprogramm wurde von den Deutschen Christen bestimmt. Einziger Schmuck nach außen hin sind die sechs Reliefs am Eingangsportal. Sie stellen Taufe, Konfirmation und Abendmahl sowie Ehe, Abschied und Tod dar. Bildelemente wie ein gefallener Soldat, ein vor ihm stehender Soldat oder ein SA-Mann mit Seitengewehr am Koppel entsprechen der Ikonographie des nationalsozialistischen Opferkults. Die Reliefs stammen von dem Bildhauer Rudolf Weber, der zu dieser Zeit in Oberweimar lebte. Das Portal wurde aus schalenarmem Schaumkalk (Typ Gutendorf) gefertigt.
Im Jahre 1953 teilte man die Empore durch eine Antikglasfensterwand vom Kirchenschiff ab und schuf so eine gut heizbare Winterkirche. 1977 kamen noch andere Wände dazu und es entstanden zwei kleine Räume für die Kirchengemeindearbeit. Den mit dunklem Holz vertäfelten, bühnenartigen Altarraum schmücken seit 1981 fünf farbige Holzreliefs von Friedrich Popp aus Ebersdorf.
Die Kirche steht auf der Liste der Kulturdenkmale in Weimar unter: Stadt Weimar – Kulturdenkmale nach § 2 Abs. 1 ThDSchG Einzeldenkmale. Sie war Gegenstand der ZDF-Doku-Reihe Böse Bauten in dem Teil, der sich mit der Nazi-Architektur in der Stadt Weimar beschäftigt.

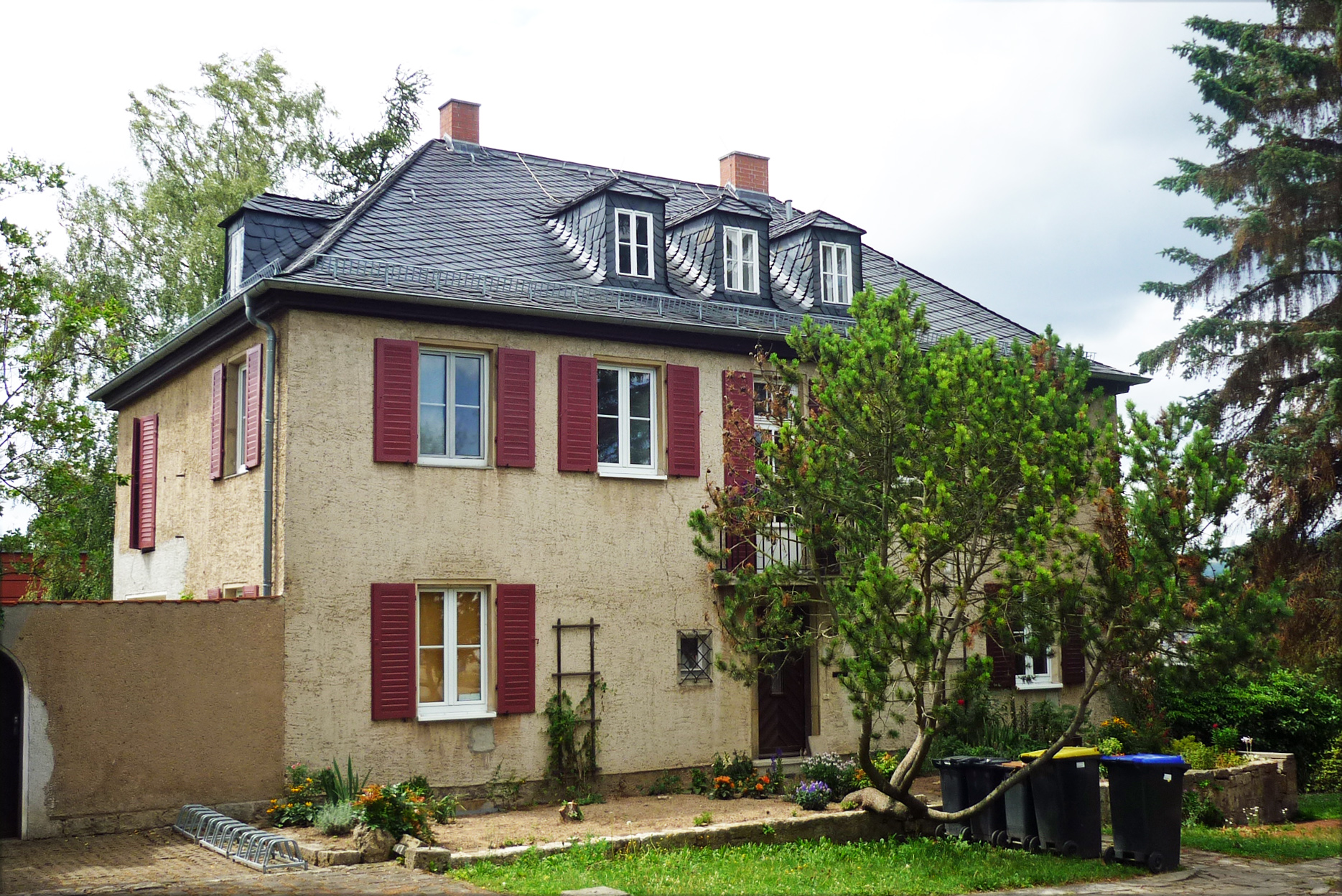
Pfarrhaus Tiefurter Allee 2 b

Auch das Pfarrhaus Tiefurter Allee 2 b verweist stilistisch auf den gleichen Entstehungszusammenhang und ist ebenfalls von Vogel entworfen worden. Auch das steht auf der Denkmalliste.

## Heutige Nutzung
Die Johanneskirche wird von der Ev.-Luth. Kirchengemeinde Weimar vor allem für Veranstaltungen der Kinder-, Jugend- und Familienkirche genutzt. Sie dient auch einer Capoeira-Gruppe für ihre Proben.